# حارة ظهر حمير الشمالي (أزال)
حارة ظهر حمير الشمالي هي إحدى حارات حي أزال بمديرية أزال في مدينة صنعاء، بلغ تعداد سكانها 2923 نسمة حسب تعداد اليمن لعام 2004.